# Peanuts Hucko

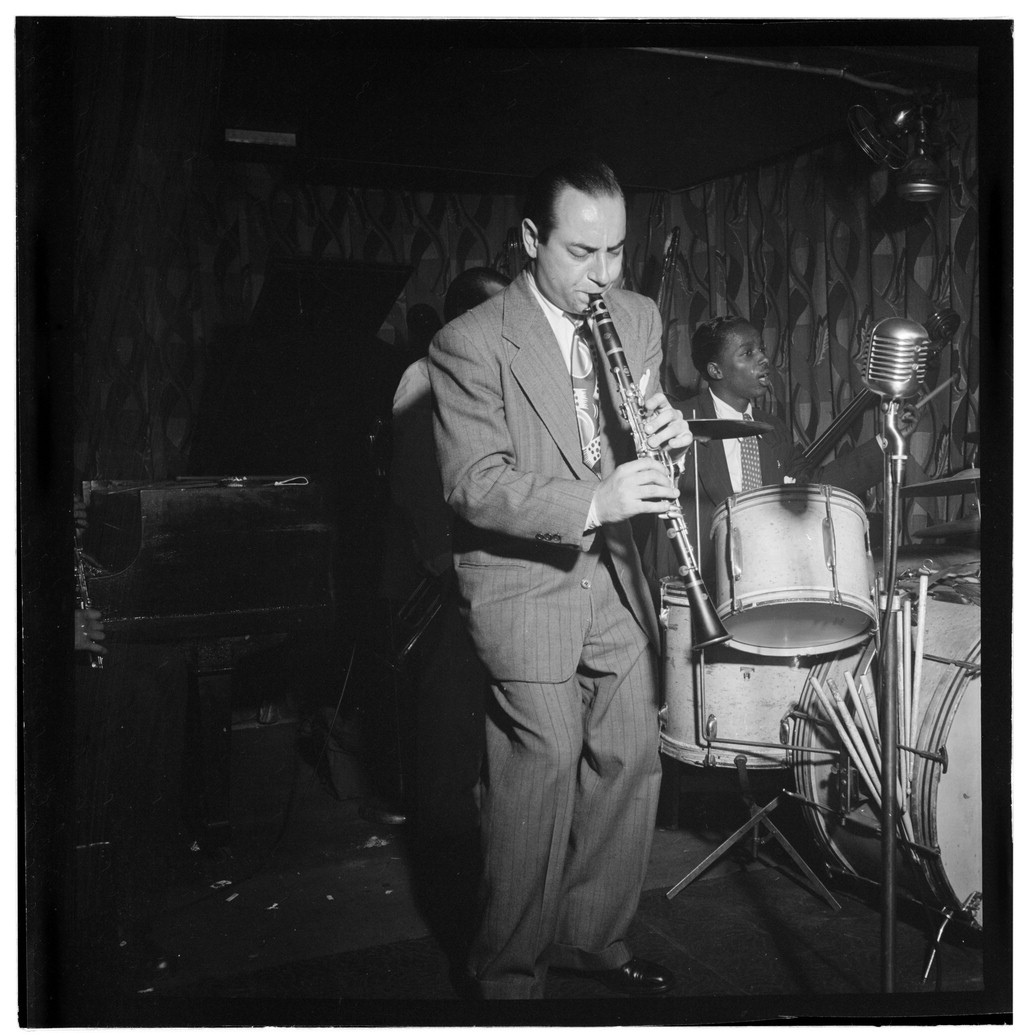
Peanuts Hucko, New York, circa 1947 (foto William P. Gottlieb).

Michael Andrew "Peanuts" Hucko (Syracuse, 7 april 1918 - Fort Worth, 19 juni 2003) was een Amerikaanse jazz-klarinettist en bigband-leider. Hij speelde klarinet in de stijl van Benny Goodman.
Na in 1939 naar New York te zijn verhuisd, speelde Hucko tenorsaxofoon bij Jack Jenney, het orkest van Will Bradley en Ray McKinley, bij Bob Chester  en Joe Marsala. Na een korte tijd bij het orkest van Charlie Spivak werd hij lid van de legerband van Glenn Miller waarin hij tijdens de oorlog in Europa werkte. In deze periode begon hij zich toe te leggen op de klarinet. Met enkele mannen uit de band van Miller maakte Hucko opnames met Django Reinhardt. Na de oorlog speelde Hucko in de bands van Benny Goodman (1945-1946), Ray McKinley (1946-1947), Eddie Condon en Jack Teagarden. Van 1950 tot 1955 werkte hij als studiomuzikant voor de omroepen CBS en ABC, 's avonds speelde hij in de club van Eddie Condon. Daarna speelde hij weer bij Goodman en Teagarden, met wie hij op tournee naar Europa ging.  Van 1958 tot 1960 verving hij Edmond Hall in Louis Armstrong's All Star Band. Van 1964 tot 1966 leidde hij de huisband bij Eddie Condon. Vanaf 1966 speelde hij met de Ten Greats of Jazz, de voorloper van de World's Greatest Jazz Band. Begin jaren zeventig verscheen hij regelmatig op televisie met het Lawrence Welk Orchestra. Hij leidde met tussenpozen het Glenn Miller Orchestra, waarmee hij uitgebreid toerde. Bovendien had hij een band in zijn eigen restaurant, waar ook zijn vrouw, de zangeres Louise Tobin (een 'ex' van bandleider Harry James) optrad. In de jaren tachtig trad hij regelmatig op met zijn Pied Piper Quintet. Zijn laatste opnames hadden in 1992 plaats, met zijn vrouw, trompettist Randy Sandke en pianist Johnny Varro.

## Discografie
- Peanuts Hucko, Epic, 1954
- Live at Eddie Condon's, Chiaroscuro, 1960
- Peanuts Hucko With His Pied Piper Quintet, World Jazz, 1979
- Stealin' Apples, Showtime, 1980
- Peanuts Hucko (opname concert met Ted Easton's Jazz Band, in New Orleans Jazz Club, Scheveningen, 1975), Circle, 1980
- Swing That Music, Star Line, 1992
- Stairway to Paradise (tien songs met Hucko), Arizona Classic Jazz, 2005
- Jam With peanuts (compilatie songs jaren 40 en 50), Sounds of Yester Year, 2006
- Complete 1956-1957 Big band Recordings, Phantom, 2007
- Peanuts Hucko With Alex Welsh and His Band volume 1 en volume 2, Phantom, 2007